# Ахи Акко (футбольный клуб)
«Ахи Акко» — израильский футбольный клуб из города Акко. Выступает в первой северной лиге Бет.

## История
Клуб основан в 2003 году после распада клуба «Хапоэль Бней Акко», начав свои выступления в Лиге Гимель.
После сезона 2006/2007 перешёл в Лигу Бет. После сезона 2009/2010 перешёл в Лигу Алеф, однако показав слабую игру спустя два сезона вернулся в лигу Бет.
Позднее занимал 6 место в сезоне 2015/2016, 8 место в 2017/2018.
В сезоне 2019/2020 был на грани вылета, но в связи с пандемией коронавируса турнир был остановлен и расстановка мест осталась на момент последнего проведённого тура.
На данный момент[когда?] клуб является крепким середняком Лиги Бет и в последнее время стремится найти спонсора, и продвинуть клуб в более сильные лиги Израиля.

## Достижения
Лига Бет
 Сезон: 2009/2010
Лига Гимель
 Сезон: 2006/2007